# Robin White
Robin White (San Diego, 10 december 1963) is een voormalig tennisspeelster uit de Verenigde Staten. White was actief in het proftennis van 1983 tot en met 1996.

## Loopbaan

### Enkelspel
White debuteerde in juni 1983 op het ITF-toernooi van Lakewood (VS). Zij bereikte er meteen de halve finale, waarin zij verloor van landgenote Kathleen Cummings. Een maand later stond zij voor het eerst in een finale, op het ITF-toernooi van Fayetteville (VS) – hier veroverde zij haar enige ITF-enkelspeltitel, door de Britse Elizabeth Jones te verslaan.
In oktober 1983 kwalificeerde White zich voor het eerst voor een WTA-hoofdtoernooi, op het toernooi van Tampa. De maand erna kwalificeerde zij zich voor het Australian Open 1983. Zij stond in 1985 voor het eerst in een WTA-finale, op het toernooi van Pennsylvania in Hershey – hier veroverde zij haar eerste titel, door de Australische Anne Minter te verslaan. In totaal won zij twee WTA-titels, de andere in 1992 in Auckland.
Haar beste resultaat op de grandslamtoernooien is het bereiken van de vierde ronde. Haar hoogste notering op de WTA-ranglijst is de vijftiende plaats, die zij bereikte in januari 1987, nadat zij op het Australian Open 1987 tot de derde ronde was gekomen.

### Dubbelspel
White behaalde in het dubbelspel betere resultaten dan in het enkelspel. Zij debuteerde in juni 1983 op het ITF-toernooi van Flemington (VS), samen met landgenote Pamela Jung. Zij stond twee maand later voor het eerst in een finale, op het ITF-toernooi van Roanoke (VS), samen met landgenote Kathleen Cummings – hier veroverde zij haar eerste titel, door het Amerikaanse duo Barrie Bulmore-Ornstil en Karen Huebner te verslaan. In totaal won zij twee ITF-titels, de andere twee weken later in New York, weer met Cummings aan haar zijde.
In oktober 1983 speelde White voor het eerst op een WTA-hoofdtoernooi, op het toernooi van Tampa, samen met landgenote Kylie Copeland. Zij bereikten er de halve finale. Zij stond in 1984 voor het eerst in een WTA-finale, op het toernooi van Salt Lake City, samen met landgenote Heather Crowe – zij verloren van het Australische koppel Anne en Elizabeth Minter. In januari 1985 veroverde White haar eerste WTA-titel, op het toernooi van Denver, samen met landgenote Mary-Lou Piatek, door het Amerikaanse koppel Leslie Allen en Sharon Walsh te verslaan.
In 1988 won White het US Open, aan de zijde van landgenote Gigi Fernández, met wie zij op nog vijf andere toernooien de titel veroverde. In 1994 stond zij nog een keer in een grandslamfinale, op het US Open, samen met de Bulgaarse Katerina Maleeva. In totaal won zij veertien WTA-titels, de laatste in 1992 in Nichirei (Tokio), samen met landgenote Mary Joe Fernandez.
Haar hoogste notering op de WTA-ranglijst is de achtste plaats, die zij bereikte in april 1990, nadat zij op het WTA-toernooi van San Antonio tot de finale was gekomen.

#### Gemengd dubbelspel
White won ook in het gemengd dubbelspel één grandslamtitel: op het US Open 1989, samen met landgenoot Shelby Cannon. De tweede keer dat zij in een finale stond, op het Australian Open 1991, samen met landgenoot Scott Davis, grepen zij net naast de titel.

### Tennis in teamverband
In 1987 maakte White deel uit van het Amerikaanse team bij de Wightman Cup. In Williamsburg (Virginia) versloegen zij de Britse dames met 5–2.

## Palmares
| Legenda                |
| ---------------------- |
| Grandslamtoernooi      |
| Olympische Spelen      |
| Year-End Championships |
| Tier I                 |
| Tier II                |
| Tier III               |
| Tier IV & V            |

### WTA-finaleplaatsen enkelspel
| nr.              | finaledatum | toernooi     | ondergrond | tegenstandster   | score         |         |
| ---------------- | ----------- | ------------ | ---------- | ---------------- | ------------- | ------- |
| gewonnen finales |             |              |            |                  |               |         |
| 1.               | 1985-03-03  | WTA Hershey  | tapijt (i) | Anne Minter      | 6-7, 6-2, 6-2 | details |
| 2.               | 1992-02-02  | WTA Auckland | hardcourt  | Andrea Strnadová | 2-6, 6-4, 6-3 | details |
| verloren finales |             |              |            |                  |               |         |
| 1.               | 1988-07-31  | WTA Aptos    | hardcourt  | Sara Gomer       | 4-6, 5-7      | details |

### WTA-finaleplaatsen dubbelspel
| nr.                                 | finaledatum | toernooi            | ondergrond    | partner                   | tegenstandsters                        | score         |         |
| ----------------------------------- | ----------- | ------------------- | ------------- | ------------------------- | -------------------------------------- | ------------- | ------- |
| gewonnen finales vrouwendubbelspel  |             |                     |               |                           |                                        |               |         |
| 1.                                  | 1985-01-20  | WTA Denver          | tapijt (i)    | Mary-Lou Piatek           | Leslie Allen Sharon Walsh              | 1-6, 6-4, 7-5 | details |
| 2.                                  | 1985-03-03  | WTA Hershey         | tapijt (i)    | Mary-Lou Piatek           | Lea Antonoplis Wendy White             | 6-4, 7-6      | details |
| 3.                                  | 1985-10-06  | WTA Fort Lauderdale | hardcourt     | Gigi Fernández            | Rosalyn Fairbank Beverly Mould         | 6-2, 7-5      | details |
| 4.                                  | 1987-08-02  | WTA Aptos           | hardcourt     | Kathy Jordan              | Lea Antonoplis Barbara Gerken          | 6-1, 6-0      | details |
| 5.                                  | 1987-09-20  | WTA Tokio           | tapijt (i)    | Anne White                | Katerina Maleeva Manuela Maleeva       | 6-1, 6-2      | details |
| 6.                                  | 1987-11-08  | WTA Little Rock     | hardcourt     | Mary-Lou Daniels          | Lea Antonoplis Barbara Gerken          | 6-2, 6-4      | details |
| 7.                                  | 1988-04-17  | WTA Japan (Tokio)   | hardcourt     | Gigi Fernández            | Lea Antonoplis Barbara Gerken          | 6-1, 6-4      | details |
| 8.                                  | 1988-09-11  | US Open             | hardcourt     | Gigi Fernández            | Patty Fendick Jill Hetherington        | 6-4, 6-1      | details |
| 9.                                  | 1989-08-27  | WTA Toronto         | hardcourt     | Gigi Fernández            | Martina Navrátilová Larisa Savtsjenko  | 6-1, 7-5      | details |
| 10.                                 | 1989-09-17  | WTA Tokio           | tapijt (i)    | Gigi Fernández            | Elizabeth Smylie Wendy Turnbull        | 6-2, 6-2      | details |
| 11.                                 | 1989-10-15  | WTA Filderstadt     | hardcourt (i) | Gigi Fernández            | Raffaella Reggi Elna Reinach           | 6-4, 7-6      | details |
| 12.                                 | 1990-09-30  | WTA Nichirei        | tapijt (i)    | Mary Joe Fernandez        | Gigi Fernández Martina Navrátilová     | 4-6, 6-3, 7-6 | details |
| 13.                                 | 1990-10-07  | WTA Moskou          | tapijt (i)    | Gretchen Magers           | Olena Brjoechovets Jevgenia Manjoekova | 6-2, 6-4      | details |
| 14.                                 | 1992-09-27  | WTA Nichirei        | hardcourt     | Mary Joe Fernandez        | Yayuk Basuki Nana Miyagi               | 6-4, 6-4      | details |
| verloren finales vrouwendubbelspel  |             |                     |               |                           |                                        |               |         |
| 1.                                  | 1984-09-16  | WTA Salt Lake City  | hardcourt     | Heather Crowe             | Anne Minter Elizabeth Minter           | 1-6, 2-6      | details |
| 2.                                  | 1986-05-03  | WTA Indianapolis    | gravel        | Gigi Fernández            | Steffi Graf Gabriela Sabatini          | 2-6, 0-6      | details |
| 3.                                  | 1986-11-16  | WTA San Juan        | hardcourt     | Gigi Fernández            | Lori McNeil Mercedes Paz               | 2-6, 6-3, 4-6 | details |
| 4.                                  | 1987-03-22  | WTA Dallas          | tapijt (i)    | Elise Burgin              | Mary-Lou Piatek Anne White             | 5-7, 3-6      | details |
| 5.                                  | 1988-05-01  | WTA Tokio           | tapijt (i)    | Gigi Fernández            | Pam Shriver Helena Suková              | 6-4, 2-6, 6-7 | details |
| 6.                                  | 1988-08-14  | WTA Los Angeles     | hardcourt     | Gigi Fernández            | Patty Fendick Jill Hetherington        | 6-7, 7-5, 4-6 | details |
| 7.                                  | 1988-08-28  | WTA Mahwah          | hardcourt     | Gigi Fernández            | Jana Novotná Helena Suková             | 3-6, 2-6      | details |
| 8.                                  | 1988-10-16  | WTA San Juan        | hardcourt     | Gigi Fernández            | Patty Fendick Jill Hetherington        | 4-6, 2-6      | details |
| 9.                                  | 1988-11-27  | WTA Tokio           | tapijt (i)    | Gigi Fernández            | Katrina Adams Zina Garrison            | 5-7, 5-7      | details |
| 10.                                 | 1989-08-06  | WTA San Diego       | hardcourt     | Gretchen Magers           | Elise Burgin Rosalyn Fairbank-Nideffer | 6-4, 3-6, 3-6 | details |
| 11.                                 | 1989-10-29  | WTA San Juan        | hardcourt     | Gigi Fernández            | Cammy MacGregor Ronni Reis             | regen         | details |
| 12.                                 | 1990-02-04  | WTA Auckland        | hardcourt     | Jill Hetherington         | Natalia Medvedeva Leila Meschi         | 6-3, 3-6, 6-7 | details |
| 13.                                 | 1990-03-25  | WTA Miami           | hardcourt     | Betsy Nagelsen            | Jana Novotná Helena Suková             | 4-6, 3-6      | details |
| 14.                                 | 1990-04-01  | WTA San Antonio     | hardcourt     | Gigi Fernández            | Kathy Jordan Elizabeth Smylie          | 5-7, 5-7      | details |
| 15.                                 | 1990-11-04  | WTA Oakland         | tapijt (i)    | Rosalyn Fairbank-Nideffer | Meredith McGrath Anne Smith            | 6-2, 0-6, 4-6 | details |
| 16.                                 | 1991-02-03  | WTA Tokio           | tapijt (i)    | Mary Joe Fernandez        | Kathy Jordan Elizabeth Smylie          | 6-4, 0-6, 3-6 | details |
| 17.                                 | 1991-08-18  | WTA Los Angeles     | hardcourt     | Gretchen Magers           | Larisa Neiland Natallja Zverava        | 1-6, 6-2, 2-6 | details |
| 18.                                 | 1994-09-11  | US Open             | hardcourt     | Katerina Maleeva          | Jana Novotná Arantxa Sánchez           | 3-6, 3-6      | details |
| gewonnen finales gemengd dubbelspel |             |                     |               |                           |                                        |               |         |
| 1.                                  | 1989-09-10  | US Open             | hardcourt     | Shelby Cannon             | Meredith McGrath Rick Leach            | 3-6, 6-2, 7-5 | details |
| verloren finales gemengd dubbelspel |             |                     |               |                           |                                        |               |         |
| 1.                                  | 1991-01-27  | Australian Open     | hardcourt     | Scott Davis               | Jo Durie Jeremy Bates                  | 6-2, 4-6, 4-6 | details |

### Gewonnen ITF-toernooien enkelspel
| nr. | finaledatum | toernooi     | dotatie | tegenstandster in finale | score         |
| --- | ----------- | ------------ | ------- | ------------------------ | ------------- |
| 1.  | 1983-07-17  | Fayetteville | $10.000 | Elizabeth Jones          | 6-4, 1-6, 6-4 |

### Gewonnen ITF-toernooien dubbelspel
| nr. | finaledatum | toernooi | dotatie | partner           | tegenstandsters in finale            | score    |
| --- | ----------- | -------- | ------- | ----------------- | ------------------------------------ | -------- |
| 1.  | 1983-08-07  | Roanoke  | $10.000 | Kathleen Cummings | Barrie Bulmore-Ornstil Karen Huebner | 7-5, 6-4 |
| 2.  | 1983-08-21  | New York | $10.000 | Kathleen Cummings | Jaime Kaplan Lee McGuire             | 6-4, 7-5 |

## Resultaten grandslamtoernooien
| Legenda | Legenda                          |
| ------- | -------------------------------- |
| g.t.    | geen toernooi gehouden           |
| l.c.    | lagere categorie                 |
| –       | niet deelgenomen                 |
| G       | uitgeschakeld in de groepsfase   |
| 1R      | uitgeschakeld in de eerste ronde |
| 2R      | uitgeschakeld in de tweede ronde |
| 3R      | uitgeschakeld in de derde ronde  |
| 4R      | uitgeschakeld in de vierde ronde |
| KF      | uitgeschakeld in de kwartfinale  |
| HF      | uitgeschakeld in de halve finale |
| F       | de finale verloren               |
| W       | het toernooi gewonnen            |
| w-v     | winst/verlies-balans             |

### Enkelspel
| Toernooi        | 1983 | 1984 | 1985 | 1986 | 1987 | 1988 | 1989 | 1990 | 1991 | 1992 | 1993 | 1994 | w-v   |
| --------------- | ---- | ---- | ---- | ---- | ---- | ---- | ---- | ---- | ---- | ---- | ---- | ---- | ----- |
| Australian Open | 2R   | –    | 3R   | g.t. | 3R   | 3R   | –    | 1R   | 1R   | 3R   | 3R   | 1R   | 9-9   |
| Roland Garros   | –    | –    | –    | 1R   | –    | –    | 1R   | –    | –    | –    | –    | –    | 0-2   |
| Wimbledon       | –    | 1R   | 3R   | 4R   | 2R   | 3R   | 2R   | 3R   | 2R   | 1R   | 2R   | –    | 13-10 |
| US Open         | –    | 1R   | 4R   | 3R   | 2R   | 2R   | 2R   | 3R   | 1R   | 3R   | 1R   | –    | 12-10 |

### Vrouwendubbelspel
| Toernooi        | 1984 | 1985 | 1986 | 1987 | 1988 | 1989 | 1990 | 1991 | 1992 | 1993 | 1994 | 1995 | w-v   |
| --------------- | ---- | ---- | ---- | ---- | ---- | ---- | ---- | ---- | ---- | ---- | ---- | ---- | ----- |
| Australian Open | KF   | 3R   | g.t. | 3R   | 3R   | –    | HF   | 2R   | 3R   | 1R   | 2R   | –    | 14-9  |
| Roland Garros   | –    | –    | –    | –    | –    | –    | –    | –    | –    | –    | –    | –    | 0-0   |
| Wimbledon       | 1R   | 2R   | 3R   | HF   | 1R   | 3R   | KF   | KF   | KF   | 2R   | 3R   | 1R   | 21-12 |
| US Open         | 3R   | KF   | KF   | KF   | W    | KF   | KF   | 2R   | 2R   | 1R   | F    | 2R   | 31-11 |

### Gemengd dubbelspel
| Toernooi        | 1985 | 1986 | 1987 | 1988 | 1989 | 1990 | 1991 | 1992 | 1993 | 1994 | 1995 | w-v  |
| --------------- | ---- | ---- | ---- | ---- | ---- | ---- | ---- | ---- | ---- | ---- | ---- | ---- |
| Australian Open | –    | g.t. | 1R   | 1R   | –    | KF   | F    | HF   | 1R   | 2R   | –    | 10-7 |
| Roland Garros   | –    | KF   | –    | –    | HF   | –    | –    | –    | –    | –    | –    | 5-2  |
| Wimbledon       | –    | 1R   | 1R   | 1R   | 2R   | KF   | 1R   | 1R   | KF   | 1R   | 1R   | 7-10 |
| US Open         | 2R   | –    | 1R   | 1R   | W    | 2R   | KF   | 1R   | KF   | 1R   | 2R   | 12-9 |